# اوبراوسترایش
اوبراوسترایش (به آلمانی: Oberösterreich) یا اتریش علیا یکی از ۹ ایالت کشور اتریش می‌باشد. این ایالت در شمال این کشور قرار دارد و مرکز آن شهر لینتس است. این ایالت چهارمین ایالت در اتریش است.